# Fontana del Babuino
Fontana del Babuino, även Il Babuino (romanesco: Il Babbuino), är en fontän vid Via del Babuino i Rione Campo Marzio i Rom. Fontänen beställdes av påve Gregorius XIII och bekostades av köpmannen Alessandro Grandi år 1576; skulptören är dock okänd. Fontänen var ursprungligen belägen vid Palazzo Boncompagni Cerasi vid Via del Babuino, men den flyttades år 1877 till palatsets innergård. Il Babuino flyttades till sin nuvarande plats vid kyrkan Sant'Atanasio dei Greci år 1957.
Tillsammans med Pasquino, Marforio, Abate Luigi, Madama Lucrezia och Il Facchino utgör Il Babuino Roms talande statyer. 

## Beskrivning
Skulpturen föreställer en liggande satyr (till hälften människa och till hälften bock) och är förmodligen en avbildning av en sabinsk gudomlighet. Folk brukade dock kalla skulpturen för il babuino ("babianen"), eftersom dess nednötta ansikte mer liknade en babian än en människa. Vid denna skulptur satte befolkningen tidigare upp satiriska och smädande texter mot myndigheterna och påven; dessa meddelanden kallades babuinate.
Brunnskaret i granit härstammar från ett romerskt bad.

## Bilder
| - Närbild. - Kyrkan Sant'Atanasio dei Greci. Fontänen skymtar i nedre vänstra hörnet. - Fontana del Babuino på en karta från år 2021. |